# Jagodne (gmina Domanice)
Jagodne – osada leśna w Polsce położona w województwie mazowieckim, w powiecie siedleckim, w gminie Domanice.
W latach 1975–1998 miejscowość administracyjnie należała do województwa siedleckiego.